# Guijuelo (kommunhuvudort)
Guijuelo är en kommunhuvudort i Spanien.   Den ligger i provinsen Provincia de Salamanca och regionen Kastilien och Leon, i den centrala delen av landet, 170 km väster om huvudstaden Madrid. Guijuelo ligger 1 009 meter över havet och antalet invånare är 5 221.
Terrängen runt Guijuelo är platt norrut, men söderut är den kuperad. Guijuelo ligger uppe på en höjd. Runt Guijuelo är det ganska glesbefolkat, med 48 invånare per kvadratkilometer. Guijuelo är det största samhället i trakten. Trakten runt Guijuelo består i huvudsak av gräsmarker.